# 原英莉花
原 英莉花（はら えりか、1999年2月15日 - ）は、神奈川県横浜市出身の日本の女子プロゴルファーである。所属はNIPPON EXPRESSホールディングス。
湘南学院高等学校卒業。同高校在学中の2015年より尾崎将司に師事。

## アマチュア時代
アマチュア時代の主な成績として、2016年「神奈川アマ」（ジュニア女子15 - 17歳の部）優勝、同年「リゾートトラストレディス」において16位タイとなりローアマチュア獲得等がある。
高校卒業後の2017年に日本女子プロゴルフ協会（JLPGA）最終プロテスト進出し27位タイで2打足りず不合格。同年プロ宣言をして、「日本女子オープンゴルフ選手権競技」最終予選に臨み14位タイで本戦出場を勝ち取る（本戦は23位タイ）。
同年LPGAサードクォリファイングトーナメントではA地区50位でファイナルには進めなかった。
オフには『第1回ジャンボ尾崎ジュニアレッスン会』に講師として参加し後の『ジャンボ尾崎アカデミー』設立の一躍を担う。

## プロ実績
2018年シーズン
QTランキング117位のTP単年登録選手としてスタート。同年3月のステップ・アップ・ツアー「ラシンク・ニンジニア / RKBレディース」で下部ツアーながらプロ初優勝、6月の同ツアー「日医工女子オープン」でも優勝した。「第1回リランキング」28位にランクされたことによりLPGAツアー中盤戦の出場資格を得た。同年2度目のLPGA最終プロテスト進出を果たし10位タイで合格、LPGA90期生となる。「第2回リランキング」で16位にランクされたことによりLPGAツアー終盤戦の出場資格を得て、最終的に年間獲得賞金ランキング（賞金ランク）38位で自身初のシード入りを果たす。
同年12月7日、ツアー外競技の「LPGA新人戦 加賀電子カップ」で優勝、同年12月19日に発表されたLPGAアワードにおいて「敢闘賞」を受賞した。
2019年シーズン
日本通運所属。同年6月「リゾートトラストレディス」においてペ・ソンウとの2ホールのプレーオフを制してLPGAツアー初優勝を果たす。最終的に賞金ランクで自身最高位となる14位となり、2年連続のシード入りとなった。同年12月、日本ゴルフトーナメント振興協会（GTPA）「ルーキー・オブ・ザ・イヤー」を渋野日向子、河本結、稲見萌寧とともに受賞した。
2020 - 21年シーズン
2020年10月4日、「日本女子オープンゴルフ選手権競技」で公式競技初優勝。そして今季最終戦の「JLPGAツアーチャンピオンシップ」では初日から最後まで首位を譲らない4日間完全優勝で公式戦2勝目（ツアー3勝目）を記録した。
2021年は調子の波が大きく、黄金世代の大里桃子、勝みなみ、渋野日向子が勝ち星を挙げる中で終盤まで未勝利であったが、大王製紙エリエールレディスオープンで勝利、ツアー通算4勝目を挙げた。
2022年シーズン
オフに持病の腰椎ヘルニアを発症した影響で未勝利に終わった。
2023年シーズン
前年苦しんだ腰椎ヘルニアが悪化し、5月にツアー試合の欠場を余儀なくされる状況となったことから手術を決断。5月17日に内視鏡によるヘルニア摘出術を受けた。その後、リハビリテーションを経て「北海道Meijiカップ」にてツアーに復帰し、10月1日の「日本女子オープンゴルフ選手権競技」にて大会2度目の制覇を達成し、約2年ぶりの優勝（ツアー通算5勝目）を挙げた。
2024年シーズン
27試合に出場し、トップ10が7回も「資生堂レディス」の3位が最高成績でメルセデス・ランキングは24位に終わる。LPGA女子ツアーに挑戦するため、12月に最終予選会に出場するが、1打及ばす67位で最終ラウンドに進めなかった。
2025年シーズン
LPGA女子ツアーの予選会を通過できなかったが、下部ツアーから参戦するため、1月15日に2025年シーズンの単年シード権の放棄する申し出をJLPGAが受理した。これは単年シード選手は開催試合数の60％以上の試合に出場しなければならない規定だが、国際ツアー登録をした選手は出場試合数の義務などが免除となる。しかし下部ツアーでは国際ツアー登録の対象外のため免除されないため単年シード権を放棄した。しかし、日本女子オープン優勝による複数年シードを有しているため、行使すれば期間内であれば日本ツアーへの復帰が可能。8月、米女子ゴルフ下部のエプソンツアー「ワイルドホース・レディースクラシック」で最終日、1打差の3位からスタートし10バーディー、2ボギーの64をマークして通算18アンダーで逆転し、初優勝を飾った。

## トーナメント優勝

### ツアー優勝

#### JLPGAツアー（5）
| No. | Date           | Tournament                                | スコア                 | 2位との差  | 2位（タイ）                |
| --- | -------------- | ----------------------------------------- | ---------------------- | ---------- | -------------------------- |
| 1   | 2019年6月2日   | リゾートトラストレディス                  | −14（66-70-66=202）    | プレーオフ | ペ・ソンウ                 |
| 2   | 2020年10月4日  | 日本女子オープンゴルフ選手権競技          | −16（68-70-66-68=272） | 4打差      | 小祝さくら                 |
| 3   | 2020年11月29日 | JLPGAツアーチャンピオンシップリコーカップ | −10（67-68-71-72=278） | 2打差      | 古江彩佳                   |
| 4   | 2021年11月21日 | 大王製紙エリエールレディスオープン        | −17（64-69-66-68=267） | 3打差      | 柏原明日架 鈴木愛 福田真未 |
| 5   | 2023年10月1日  | 日本女子オープンゴルフ選手権競技          | −15（68-69-68-68=273） | 3打差      | 菊地絵理香                 |

太字は公式戦
エプソンツアー
| No. | Date          | Tournament                           | スコア             | 2位との差 | 2位（タイ）   |
| --- | ------------- | ------------------------------------ | ------------------ | --------- | ------------- |
| 1   | 2025年8月17日 | ワイルドホース・レディースクラシック | −8（67-67-64=198） | 4stroke   | Sabrina Iqbal |

## 出演

### CM
- NIPPON EXPRESSホールディングス
  - 「We Find the Way 原英莉花プロ篇」（2019年）[39]
  - 「We Find the Way 原英莉花プロ・世界へ篇」（2020年）[40]
  - 「原英莉花プロ・Dynamic Growth篇」（2021年）[41]
  - 「原英莉花プロ・UPDATE篇」（2022年）[42]
  - 「原英莉花プロ・GOLF DRAWING CHALLENGE篇」（2023年）[43]
- TSIホールディングス（2023年）[44]